# Southwest Museum
Southwest Museum to naziemna stacja złotej linii metra w Los Angeles znajdująca się przy skrzyżowaniu Marmion Way i Museum Drive w pobliżu kompleksu muzeów Autry National Center, od czego pochodzi nazwa stacji.
Wystrój stacji z pomnikami i kolumnami wyłożonymi mozaikami nosi nazwę Highland Park Gateway.

## Godziny kursowania
Tramwaje kursują w przybliżeniu pomiędzy 5:00 a 0:15 w nocy.

## Połączenia autobusowe
- Metro Local:81, 83